# Соціальна демографія
Соціальна демографія (лат. societatis – суспільство, descriptio – опис) – наука про соціальні чинники демографічної поведінки особи (стосовно укладення шлюбу, народження дитини, зміни місця проживання тощо).

## Збір соціальних даних
В загальному понятті це проведення соцопитувань, аналіз даних із архівів органів реєстрації актів цивільного стану, соціальних служб та спостереження за зміною статистики. В більш широкому розумінні збір соціальних даних являє собою комплексний процес, показники якого формують дані, що істотно впливають також на економічну та медичну демографію. Завдяки сукупності цих показників, за визначенням статистичної комісії ООН і здійснюється перепис населення, який являє собою єдиний процес збирання, узагальнення, оцінки, аналізу та публікації цих даних, станом на певний момент часу, що стосуються всього населення країни або чітко визначеної її частини. 
Населення може змінюватися через три процеси: народжуваність, смертність і міграція. Народжуваність передбачає кількість дітей, яку мають жінки, і її слід порівняти з плодючістю (репродуктивним потенціалом жінки). Смертність — це вивчення причин, наслідків і вимірювання процесів, що впливають на вимирання населення. Демографи найчастіше вивчають смертність за допомогою таблиці смертності, статистичного пристрою, який надає інформацію про умови смертності (зокрема, очікувану тривалість життя) населення.

## Статистичні дані європейських країн
Франція та Швеція характеризується високим рівнем зайнятості населення та сталою народжуваністю. Наприклад, у гетеросексуальних родинах Швеції працюють і чоловік, і жінка, для підвищення добробуту дітей, їхнього пізнавального і соціального розвитку, а також для надання жінці можливостей професійно реалізуватися. Мета такої соціальної політики цілком чітка – сприяння позитивному розвитку сім’ї. Вона дає можливість майбутнім батькам свідомо розуміти відповідальність за виховування дітей. Вченими було наведено гіпотезу, що такі сім’ї менш схильні до ризику багаторазових переїздів, емоційної напруги та дають приклад для підростаючого покоління щодо важливості правильного вибору партнера.
Велика Британія робить акцент на наданні підтримки людям, що опинились в складних життєвих обставинах. Завдяки фінансовій підтримці держави та створенню програми забезпечення в разі таких ситуацій країні вдалось зменшити кількість розлучень та збільшити середній вік, коли жінки і чоловіки вступають у шлюб до, в загальному – 31,6. Розуміння людьми того факту, що в будь-якому випадку держава подбає про них, робить їхні рішення стали виваженішими та свідомішими.
Проте залишаються диспропорції, які і вимагають соціальна демографії для контролю стану в соціумі, врегулювання «соціальних відхилень» та створення відповідних норм для економічного, правового та ін. порядків в країні.

## Соціально-демографічна ситуація в Україні та її перспективи
Серед процесів трансформації демографічних структур, які визначатимуть «соціально-демографічне обличчя» людства у 21 столітті, чільне місце посідає старіння населення. Частка осіб віком 60 років і старше на початок 2016 р. в Україні становила 22,1%, 65 років і старше - 15,9% від загальної кількості населення. Згідно з національним демографічним прогнозом (розробка Інституту демографії та соціальних досліджень ім. М. В. Птухи НАН України) до 2025 року відсоток осіб віком понад 60 років у країні становитиме 25,2%, осіб віком 65 років і старше -18,4%, а до 2030 р. - 26% та 20%, відповідно. 
Наступним розглядають феномен масштабної надсмертності чоловіків у працездатному віці. За даними 2013 р., із 100% 15-річних юнаків до віку 60 років в Україні доживало 70%, тоді як у Швеції - 93%, у Польщі - 81%.
Проте за останні роки в Україні з’явилися деякі ознаки стабілізації: припинилося доволі тривале падіння народжуваності і вже з 2002 р. розпочалось її зростання, став підвищуватися рівень шлюбності і знижуватися - розлучуваності, поступово скорочувалась інтенсивність депопуляції. 

## Поняття епідеміологічного переходу в Україні
Сутність явища полягає в тому, що за умови певного рівня соціально-економічного розвитку відбувається зміна типу патологій, які визначають структуру захворюваності та смертності, а це, своєю чергою, призводить до якісних та кількісних зрушень у режимі життя населення і його тривалості. В Україні специфіка епідеміологічного переходу полягає у незавершеності епідеміологічних змін, їх запізненні та сповільненому перебігу, накладанні невирішених завдань попереднього етапу на цілі наступного. Фактично єдиною ознакою епідеміологічної модернізації у країні є істотне зниження смертності дітей, хоча вона все ще залишається доволі високою. Смертність дорослого населення України, навпаки, упродовж тривалого часу не лише не знижувалась, а зростала доволі швидкими темпами, особливо від хронічних неінфекційних захворювань, від зовнішніх причин (нещасних випадків, отруєнь і травм), від соціально детермінованих захворювань (туберкульозу, ВІЛ/СНІДу, алкогольно-залежних хвороб). При цьому зберігається низький середній вік смертності від, практично, усіх її причин.
Зважаючи на регіональні особливості України, необхідним є запровадження диференційованих підходів щодо покращання демографічної ситуації.